# 拝一神教
拝一神教（はいいつしんきょう、英：monolatry)　）は、一神教の分類であり、他の社会集団（部族、民族、都市など）が別の神々を崇拝していることを知りながら、自分たちの社会･共同体は自分たちにとっての唯一神のみを崇拝する宗教形態を指す。宗教進化説を提唱したマックス・ミュラーに影響を受けたユリウス・ヴェルハウゼンが、自然崇拝から唯一神教に至る途中の概念として考案した。この分類に当てはめるなら、古代イスラエルの初期ヤーウェ崇拝は拝一神教である。
一方、唯一神教（英：monotheism）は、他の神々の存在を認めない。宗教史的にみると、他の神々は格下げして諸霊とされたり、唯一神の属性的存在となり実体を失う場合が多い。狭義の一神教は唯一神教である。